# Divizia Națională 2011-2012
Divizia Națională 2011–2012 este cel de-al 21-lea sezon din istoria primei ligi moldovenești de fotbal. Campioana acestui sezon este Sheriff Tiraspol, echipă care a câștigat cel de-al 11-lea titlu din istoria sa.

## Echipe
| Club                   | Locație       | Stadion                   | Capacitate |
| ---------------------- | ------------- | ------------------------- | ---------- |
| Academia Chișinău      | Chișinău      | Stadionul Dinamo          | 2,692      |
| CSCA-Rapid Chișinău    | Ghidighici    | Stadionul Ghidighici      | 1,500      |
| FC Costuleni           | Costuleni     | Complexul Sportiv Raional | 2,539      |
| Dacia Chișinău         | Chișinău      | Stadionul Zimbru          | 10,600     |
| FC Iskra-Stali         | Rîbnița       | Stadionul Orășenesc       | 2,000      |
| Nistru Otaci           | Otaci         | Stadionul Călărășeuca     | 2,000      |
| Olimpia Bălți          | Bălți         | Stadionul Olimpia Bălți   | 5,953      |
| Speranța Crihana Veche | Crihana Veche | Stadionul Raionul Atlant  | 1,000      |
| Sheriff Tiraspol       | Tiraspol      | Stadionul Sheriff         | 13,460     |
| FC Tiraspol            | Tiraspol      | Stadionul Sheriff         | 13,460     |
| FC Milsami             | Orhei         | Complexul Sportiv Raional | 2,539      |
| Zimbru Chișinău        | Chișinău      | Stadionul Zimbru          | 10,600     |

### Personal
| Club                   | Antrenor              | Căpitan           |
| ---------------------- | --------------------- | ----------------- |
| FC Academia UTM        | Volodâmâr Knâș        | Radu Gînsari      |
| FC Costuleni           | Marcel Reșitca        | Andrei Solodchi   |
| CSCA-Rapid Chișinău    | Sergiu Secu           | Andrei Bugneac    |
| FC Dacia               | Igor Dobrovolski      | Eugen Matiughin   |
| FC Iskra-Stali         | Iurie Blonari         | Andrei Porfireanu |
| FC Nistru              | Oleksandr Holokolosov | Alphonse Sopho    |
| FC Olimpia             | Albert Solomonov      | Nicolae Orlovschi |
| Speranța Crihana Veche | Igor Ursachi          | Ghenadie Ochincă  |
| FC Sheriff             | Vitali Rașkevici\|    | Miral Samardžić   |
| FC Tiraspol            | Vlad Goian            | Vitalie Bulat     |
| FC Milsami Orhei       | Ștefan Stoica         | Valentin Furdui   |
| FC Zimbru              | Oleg Fistican         | Oleg Șișchin      |

## Clasament
| Poz | Echipa               | MJ | V  | E  | Î  | GM | GP | G   | Pct | Promovare sau retrogradare          |
| --- | -------------------- | -- | -- | -- | -- | -- | -- | --- | --- | ----------------------------------- |
| 1   | Sheriff Tiraspol (C) | 33 | 25 | 6  | 2  | 75 | 18 | +57 | 81  | UCL 2012-2013 Turul 2 preliminar    |
| 2   | Dacia Chișinău       | 33 | 24 | 5  | 4  | 63 | 17 | +46 | 77  | UEL 2012-2013 Primul tur preliminar |
| 3   | Zimbru Chișinău      | 33 | 17 | 10 | 6  | 47 | 24 | +23 | 61  | UEL 2012-2013 Primul tur preliminar |
| 4   | Milsami Orhei        | 33 | 14 | 5  | 14 | 41 | 37 | +4  | 47  | UEL 2012-2013 Primul tur preliminar |
| 5   | Olimpia              | 33 | 10 | 15 | 8  | 26 | 27 | −1  | 45  |                                     |
| 6   | FC Tiraspol          | 33 | 10 | 12 | 11 | 36 | 32 | +4  | 42  |                                     |
| 7   | Iskra-Stal           | 33 | 11 | 7  | 15 | 41 | 48 | −7  | 40  |                                     |
| 8   | Nistru               | 33 | 10 | 9  | 14 | 30 | 41 | −11 | 39  |                                     |
| 9   | Academia Chișinău    | 33 | 6  | 13 | 14 | 32 | 48 | −16 | 31  |                                     |
| 10  | Sfântul Gheorghe     | 33 | 7  | 9  | 17 | 23 | 55 | −32 | 30  | Divizia "A" 2012-2013               |
| 11  | CSCA-Rapid           | 33 | 6  | 8  | 19 | 20 | 52 | −32 | 26  |                                     |
| 12  | FC Costuleni         | 33 | 3  | 11 | 19 | 19 | 54 | −35 | 20  |                                     |

Ultima actualizare: 29 Iul 13
Sursa: soccerway
Reguli de clasare: 
1) puncte; 2) diferența de goluri; 3) goluri marcate.
POZ = Poziția în clasament; (C) = Campioană; (R) = Retrogradată; (P) = Promovată; (E) = Eliminată; (O) = Câștigătoare de play-off; (A) = Avansează în runda următoare. 
Aplicabil doar când sezonul nu este terminat: 
(Q) = Calificare în faza competiției indicată; (TQ) = Calificare în competiție, dar încă nu în faza indicată; (RQ) = Calificată în competiția de retrogradare indicată; (DQ) = Descalificată din competiție.

## Rezultate

### Prima și a doua rundă
| Acasă ╲ Deplasare | ACA | CSC | TIR | DAC | ISK | MIL | NIS | OLI | SFG | SHE | TIR | ZIM |
| Academia Chișinău |     | 1–1 | 1–0 | 0–3 | 1–3 | 2–5 | 0–0 | 1–1 | 2–2 | 1–2 | 0–2 | 0–2 |
| CSCA-Rapid        | 3–2 |     | 0–0 | 1–2 | 2–1 | 1–1 | 0–0 | 0–0 | 0–0 | 1–2 | 0–1 | 1–2 |
| FC Costuleni      | 1–1 | 1–2 |     | 0–1 | 3–3 | 1–3 | 0–0 | 0–0 | 2–1 | 0–2 | 0–4 | 0–0 |
| Dacia Chișinău    | 3–1 | 3–0 | 1–0 |     | 1–2 | 2–0 | 1–0 | 3–1 | 2–0 | 0–0 | 1–1 | 2–0 |
| Iskra-Stal        | 1–1 | 4–0 | 3–0 | 1–4 |     | 0–1 | 0–0 | 1–1 | 3–0 | 1–2 | 3–1 | 0–3 |
| Milsami Orhei     | 3–2 | 3–1 | 5–1 | 0–1 | 0–1 |     | 1–2 | 0–0 | 0–1 | 0–2 | 1–0 | 1–1 |
| Nistru            | 0–1 | 2–0 | 0–0 | 1–3 | 1–2 | 2–1 |     | 0–1 | 2–0 | 0–3 | 1–1 | 2–2 |
| Olimpia           | 1–0 | 4–0 | 0–0 | 0–1 | 2–1 | 0–1 | 0–3 |     | 1–2 | 1–2 | 1–0 | 0–0 |
| Sfântul Gheorghe  | 0–2 | 0–0 | 2–1 | 0–6 | 2–2 | 0–1 | 2–2 | 0–1 |     | 2–2 | 1–0 | 0–3 |
| Sheriff Tiraspol  | 1–1 | 2–0 | 4–0 | 0–0 | 5–1 | 2–1 | 4–0 | 0–0 | 5–0 |     | 3–1 | 2–1 |
| FC Tiraspol       | 0–0 | 0–1 | 3–1 | 0–2 | 0–1 | 0–0 | 2–0 | 0–0 | 1–1 | 2–3 |     | 0–0 |
| Zimbru Chișinău   | 1–1 | 0–0 | 0–0 | 3–1 | 4–1 | 2–0 | 3–0 | 2–0 | 2–0 | 0–1 | 2–2 |     |

Ultima actualizare: 25 March 2012
Sursa: Moldovan Football Federation
1Echipa gazdă este listată în coloana din stânga.
Culori: Albastru = gazda e câștigătoare; Galben = egal; Roșu = oaspeții sunt câștigători.

### Runda a treia
```
23rd round 24th round 25th round 26th round 27th round 28th round
  1 – 12    12 – 7      2 – 12    12 – 8      3 – 12    12 – 9
  2 – 11     8 – 6      3 – 1      9 – 7      4 – 2     10 – 8
  3 – 10     9 – 5      4 – 11    10 – 6      5 – 1     11 – 7
  4 – 9     10 – 4      5 – 10    11 – 5      6 – 11     1 – 6
  5 – 8     11 – 3      6 – 9      1 – 4      7 – 10     2 – 5
  6 – 7      1 – 2      7 – 8      2 – 3      8 – 9      3 – 4

29th round 30th round 31st round 32nd round 33rd round
  4 – 12    12 – 10     5 – 12    12 – 11     6 – 12
  5 – 3     11 – 9      6 – 4      1 – 10     7 – 5
  6 – 2      1 – 8      7 – 3      2 – 9      8 – 4
  7 – 1      2 – 7      8 – 2      3 – 8      9 – 3
  8 – 11     3 – 6      9 – 1      4 – 7     10 – 2
  9 – 10     4 – 5     10 – 11     5 – 6     11 – 1
```

| Acasă ╲ Deplasare | ACA | CSC | TIR | DAC | ISK | MIL | NIS | OLI | SFG | SHE | TIR | ZIM |
| Academia Chișinău |     | 3–1 |     |     |     | 1–0 |     |     |     | 2–0 | 1–1 | 1–2 |
| CSCA-Rapid        |     |     |     |     |     | 0–1 |     |     | 1–0 | 0–2 | 0–2 | 2–3 |
| FC Costuleni      | 2–2 | 1–0 |     |     |     |     | 0–1 |     | 1–0 |     | 1–2 |     |
| Dacia Chișinău    | 3–0 | 2–0 | 3–0 |     |     | 2–1 |     |     |     |     | 0–0 | 4–0 |
| Iskra-Stal        | 1–1 | 1–2 | 1–1 | 0–2 |     | 0–2 |     |     |     |     | 0–2 |     |
| Milsami Orhei     |     |     | 2–1 |     |     |     | 0–2 | 2–2 | 3–0 | 0–1 |     | 1–0 |
| Nistru            | 0–0 | 3–0 |     | 1–3 | 1–0 |     |     | 1–1 |     |     |     |     |
| Olimpia           | 1–0 | 3–0 | 2–0 | 1–0 | 0–0 |     |     |     |     |     | 0–0 |     |
| Sfântul Gheorghe  | 2–0 |     |     | 3–1 | 0–1 |     | 1–0 | 0–0 |     |     |     |     |
| Sheriff Tiraspol  |     |     | 4–1 | 0–0 | 2–1 |     | 3–0 | 6–0 | 5–0 |     |     |     |
| FC Tiraspol       |     |     |     |     |     | 4–1 | 2–3 |     | 1–1 | 0–3 |     | 1–0 |
| Zimbru Chișinău   |     |     | 1–0 |     | 1–0 |     | 3–0 | 1–1 | 2–0 | 1–0 |     |     |

Ultima actualizare: 23 May 2012
Sursa: Moldovan Football Federation
1Echipa gazdă este listată în coloana din stânga.
Culori: Albastru = gazda e câștigătoare; Galben = egal; Roșu = oaspeții sunt câștigători.

## Topul marcatorilor
9 iulie, Sursa: divizianationala.com
| Poziția | Jucător              | Club              | Goluri |
| ------- | -------------------- | ----------------- | ------ |
| 1       | Benjamin Balima      | Sheriff Tiraspol  | 18     |
| 2       | Aleksandar Pešić     | Sheriff Tiraspol  | 14     |
| 2       | Oleg Molla           | Zimbru Chișinău   | 14     |
| 4       | Vasili Pavlov        | FC Dacia Chișinău | 12     |
| 5       | Maxim Mihaliov       | FC Dacia Chișinău | 11     |
| 5       | Ghenadie Orbu        | FC Dacia Chișinău | 11     |
| 7       | Henrique Luvannor    | Sheriff Tiraspol  | 9      |
| 7       | Konstantin Yavorskiy | FC Iskra-Stal     | 9      |
| 7       | Eric Sackey          | Zimbru Chișinău   | 9      |
| 10      | Miloš Krkotić        | FC Dacia Chișinău | 8      |
| 10      | Radu Catan           | Zimbru Chișinău   | 8      |

### Hat-trickuri
| Key | Key                      |
| --- | ------------------------ |
| 4   | Player scored four goals |
| 5   | Player scored five goals |

| Player                   | For                 | Against      | Result | Date               |
| ------------------------ | ------------------- | ------------ | ------ | ------------------ |
| Wilfried Benjamin Balima | FC Sheriff Tiraspol | FC Costuleni | 4–0    | 10 septembrie 2014 |
| Aleksandar Pešić         | FC Sheriff Tiraspol | FC Olimpia   | 6–0    | 07 aprilie 2012    |

### Clean sheets
La 5 May 2013.
| Rank | Player                | Club                 | Clean sheets |
| ---- | --------------------- | -------------------- | ------------ |
| 1    | Serghei Pașcenco      | FC Olimpia           | 17           |
| 2    | Georgi Georgiev       | FC Tiraspol          | 12           |
| 2    | Eugen Matiughin       | FC Dacia Chișinău    | 12           |
| 4    | Artiom Gaiduchevici   | FC Dacia Chișinău    | 11           |
| 5    | Alexandru Zveaghințev | FC Sheriff Tiraspol  | 10           |
| 5    | Nicolae Calancea      | FC Zimbru Chișinău   | 10           |
| 7    | Vladislav Stoyanov    | FC Sheriff Tiraspol  | 8            |
| 8    | Maxim Copeliciuc      | FC Academia Chișinău | 7            |
| 8    | Mihail Păiuș          | FC Zimbru Chișinău   | 7            |
| 8    | Ghenadie Moșneaga     | FC Sfîntul Gheorghe  | 7            |
| 8    | Andrian Negai         | FC Milsami Orhei     | 7            |

## Topul stranierilor
| Loc | Țara                   | Goluri | Jucător | Lider (Goluri) Club                                                 |
| --- | ---------------------- | ------ | ------- | ------------------------------------------------------------------- |
| 1.  | Russia                 | 33     | 10      | Vasili Pavlov (12) Dacia Chișinău                                   |
| 2.  | Ukraine                | 32     | 11      | Volodimir Kilikevici (8) FC Iskra-Stal                              |
| 3.  | Romania                | 27     | 12      | Adrian Grigoruță (5) FC Milsami                                     |
| 4.  | Brazil                 | 23     | 6       | Henrique Luvannor (9) Sheriff Tiraspol                              |
| 5.  | Burkina Faso           | 21     | 2       | Wilfried Benjamin Balima (18) Sheriff Tiraspol                      |
| 6.  | Serbia                 | 14     | 1       | Pešić (14) Sheriff Tiraspol                                         |
| 7.  | Montenegro             | 11     | 3       | Miloš Krkotić (8) Dacia Chișinău                                    |
| 8.  | Ghana                  | 10     | 2       | Eric Sackey (9) Zimbru Chișinău                                     |
| 9.  | Ivory Coast            | 9      | 3       | Ousmane Traore (5) FC Milsami                                       |
| 10. | Nigeria                | 8      | 3       | Jude Ogada (4) FC Olimpia                                           |
| 11. | Georgia                | 5      | 2       | Vazha Tarkhnishvili (3) Sheriff Tiraspol                            |
| 12. | Cameroon               | 4      | 1       | Jean Bouli (4) FC Olimpia                                           |
| 12. | Spain                  | 4      | 2       | Rafael Wellington Pérez (2) FC Milsami, Caio Suguino (2) FC Milsami |
| 14. | Slovenia               | 3      | 1       | Miral Samardžić (3) Sheriff Tiraspol                                |
| 14. | Bolivia                | 3      | 1       | Darwin Rios (3) Sheriff Tiraspol                                    |
| 16. | Bosnia and Herzegovina | 2      | 1       | Denis Omerbegovic (2)                                               |
| 16. | Turkey                 | 2      | 1       | Yakup Sertkaya (2) FC Costuleni                                     |
| 16. | Argentina              | 2      | 1       | Alfredo Rafael Sosa (2) Sheriff Tiraspol                            |
| 19. | Azerbaijan             | 1      | 1       | Daniel Akhtyamov (1) FC Tiraspol                                    |
| 19. | Republica Macedonia    | 1      | 1       | Kemal Alomerović (1) Dacia Chișinău                                 |
| 19. | Haiti                  | 1      | 1       | Jean-Robens Jerome (1) FC Olimpia                                   |
| 19. | Guinea                 | 1      | 1       | Thomas Kourouma (1) FC Olimpia                                      |
| 19. | Czech Republic         | 1      | 1       | Aleš Šuster (1) Zimbru Chișinău                                     |
| 19. | Sweden                 | 1      | 1       | Osman Sow (1) Dacia Chișinău                                        |
| 19. | Sierra Leone           | 1      | 1       | Abu Tommy (1) Sheriff Tiraspol                                      |
| 19. | Belarus                | 1      | 1       | Vadim Yerchuk (1) FC Sfîntul Gheorghe                               |

## Moldova vs Restul Lumii
| Țara              | Goluri |
| ----------------- | ------ |
| Republica Moldova | 232    |
| Restul Lumii      | 221    |

## Disciplinar
| Poz. | Jucător            | Club                | Cartonașe galbene | Cartonașe roșii | Puncte |
| ---- | ------------------ | ------------------- | ----------------- | --------------- | ------ |
| 1    | Ibrahima Camara    | FC Olimpia          | 11                | 2               | 17     |
| 2    | Oleksandr Feșcenko | FC Tiraspol         | 7                 | 2               | 13     |
| 2    | Ștefan Caraulan    | FC Sfîntul Gheorghe | 7                 | 2               | 13     |